# Fritule

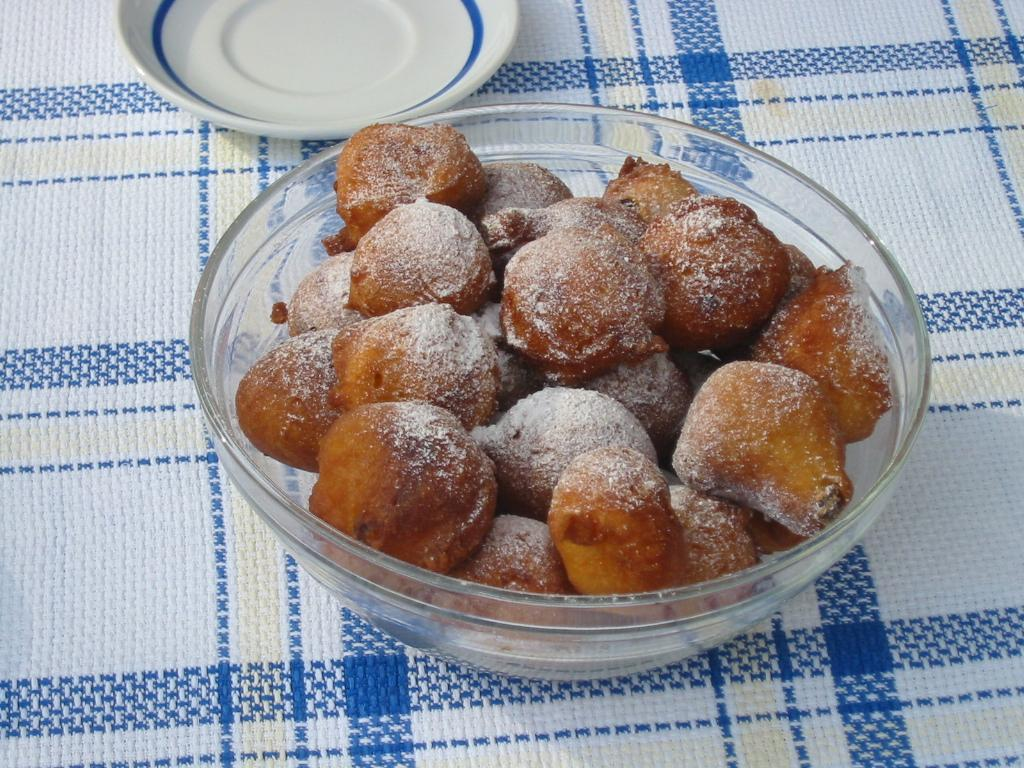
En skål med fritule.

Fritule är en kroatisk bakelse som påminner om små munkar. De bakas främst vid kustlandet (Istrien, Kvarnerviken och Dalmatien) och äts särskilt till jul och andra högtider. De liknar den italienska bakelsen zeppole och venetianska frìtole men är i regel smaksatta med likör, rakija och rivna citronskal samt toppade med strösocker.